# LNER A3 4472 Flying Scotsman
Die LNER A3 4472 Flying Scotsman ist eine 1923 für die London and North Eastern Railway (LNER) gebaute Pacific-Dampflokomotive der LNER-Klasse A3, die nach einem Entwurf von Nigel Gresley, dem leitenden Ingenieur der Bahn, in den Doncaster Works entstand. Die LNER und die Nachfolgegesellschaft British Railways setzten die Lokomotive vor Fernschnellzügen auf der East Coast Main Line ein. Insbesondere wurde der zwischen London und Edinburgh verkehrende Flying Scotsman mit der Lokomotive bespannt, von wo sie auch den Namen erhielt.
Die Lokomotive stellte zwei Weltrekorde im Bereich der Dampftraktion auf: sie war die erste Lokomotive, die öffentlich beglaubigt die Geschwindigkeit von 100 Meilen pro Stunde (160,9 km/h) erreichte und die längste Fahrt einer Dampflokomotive ohne Halt ausführte. Während der Geschwindigkeitsrekord am 30. November 1934 aufgestellt wurde, stammt der Rekord für die längste Fahrt vom 8. August 1989 aus Australien, wo die Lokomotive 679 km ohne Halt zurücklegte.
Nachdem die Lokomotive 3,35 Millionen Kilometer zurückgelegt hatte, schied sie 1963 aus dem regulären Betriebsdienst aus. Die Flying Scotsman wurde besonders bekannt durch die betriebsfähige Erhaltung, die nacheinander von Alan Pegler, William McAlpine, Tony Marchington und zum Schluss vom National Railway Museum (NRM) übernommen wurde. Die Lokomotive bespannte Züge für Eisenbahnfreunde in Großbritannien, USA, Kanada und Australien. Die Flying Scotsman wird oft als die bekannteste Dampflokomotive der Welt bezeichnet.

## Geschichte
Der Bau der 1923 fertiggestellten Lokomotive begann unter Great Northern Railway (GNR). Sie wurde als eine Maschine der LNER-Klasse A1 mit der GNR-Nummer 1472 ausgeliefert, weil die LNER noch kein einheitliches Nummerierungssystem für die von den Vorgängerbahnen stammenden Lokomotiven eingeführt hatte.
Die Lokomotive erhielt im Februar 1924 ihren Namen Flying Scotsman und die LNER-Nummer 4472. Sie war das Paradepferd der LNER und wurde in den Jahren 1924 und 1925 auf der British Empire Exhibition in Wembley gezeigt. Von da an wurde sie häufig zu Werbezwecken eingesetzt.
Die Lokomotive war eine der fünf Gresley-Pacific-Lokomotiven mit modifizierter Ventilsteuerung, die für den Dienst vor dem ohne Halt zwischen London und Edinburgh verkehrenden, prestigeträchtigen Flying Scotsman-Zug eingesetzt wurden, der erstmals am 1. Mai 1928 verkehrte. Die Lokomotiven wurde zu diesem Zweck mit einer neuen Bauart des großen, vierachsigen Schlepptenders, der 9,1 Tonnen Kohle fasste, ausgerüstet. Dies und die übliche Einrichtung zur Wasseraufnahme in Trögen ermöglichten es, die 631 km lange Strecke ohne Halt in acht Stunden zurückzulegen.
Der Schlepptender war als Korridortender ausgeführt. Ein Wagenübergang an der dem Zug zugewandten Seite und ein Tunnel durch den Wassertank ermöglichten den Zugang zur Lokomotive von den angehängten Wagen aus, so dass Lokführer und Heizer während der Fahrt ausgetauscht werden konnten.
Im Jahre 1929 trat die Lokomotive im Thriller The Flying Scotsman auf. Er war einer der ersten englischen Tonfilme und der erste Film, mit Schauspieler Ray Milland in der Hauptrolle. Wegen der Stunts auf dem fahrenden Zug, bei denen unter anderem während der Fahrt die Lokomotive von den Wagen abgehängt wurde, verbot Nigel Gresley das Drehen von weiteren Filmen auf der LNER. Er hatte Angst, dass durch die dargestellten, gefährlichen Handlungen der Ruf der Bahn beschädigt werden könnte.
Obwohl die City of Truro der Great Western Railway bereits zuvor inoffiziell über 160 km/h gefahren war, ist die 4472 die erste Dampflokomotive, welche die Geschwindigkeit am 30. November 1934 offiziell beglaubigt erreichte. Der Rekord wurde mit einem leichten Versuchszug aufgestellt. Der Lokführer war Bill Sparshatt. Die Lokomotive erreichte dadurch einen Platz auf der Liste der Geschwindigkeitsweltrekorde für Schienenfahrzeug, was von der LNER werbewirksam genutzt wurde.
Die Lokomotive wurde von April 1928 bis Oktober 1936 mit dem Korridor-Tender eingesetzt, danach wurde sie wieder mit ihrem ursprünglich verwendeten Tender gekuppelt. Im Juli 1938 wurde sie dann mit einem stromlinienförmig verkleideten Tender ohne Seitengang eingesetzt, mit dem sie bis zur Außerdienststellung bei British Railways im Jahr 1963 gekuppelt blieb.
Ab 22. August 1928 wurde mit der Klasse A3 eine verbesserte Variante der LNER-Pacific-Lokomotive vorgestellt. Ältere A1-Lokomotiven wurden später zu A3-Lokomotiven umgebaut. Die nicht umgebauten Lokomotiven wurden am 25. April 1945 der Klasse A10 zugeordnet, so dass die Bezeichnung A1 leistungsfähigeren Lokomotiven vorbehalten blieb. Sie wurde für die vom Oberingenieur Edward Thompson umgebaute ehemalige LNER 4470 verwendet und die von seinem Nachfolger Arthur Peppercorn entwickelten Neubauten der Peppercorn-Klasse A1.
Die Flying Scotsman wurde in den Doncaster Works umgebaut und verließ diese am 4. Januar 1947 als A3. Dabei erhielt sie einen neuen Kessel mit einer länglichen, gegen das Führerhaus schmaler werdenden Verkleidung des Dampfdoms, die heute noch vorhanden ist. Weil der Grundriss der Verkleidung an die Form eines Banjos erinnert, wird diese auch bei anderen Lokomotiven eingesetzte Ausführung als Banjodom bezeichnet. Die Lokomotive trug zu dieser Zeit bereits die vierte Nummer: Während der umfassenden Umnummerierung der LNER-Lokomotiven unter Edward Thompson erhielt sie im Januar 1946 die Nummer 502, im Mai desselben Jahres im Rahmen einer Ergänzung des ursprünglichen Schemas die Nummer 103. Mit der Verstaatlichung der Bahnen in Großbritannien am 1. Januar 1948 wurde bei den Nummern der meisten ehemaligen LNER-Lokomotiven 60.000 hinzugezählt. Somit wurde im Dezember 1948 aus der 103 die neue Nummer 60103.
Im Besitze von British Railways wurde die Lokomotive vom 5. Juni 1950 bis am 4. Juli 1954 und vom 26. Dezember 1954 bis am 1. September 1957 vom Depot Leicester Central aus im Gebiet der ehemaligen Great Central Railway eingesetzt, wo sie vor Zügen von Nottingham Victoria über Leicester nach London Marylebone eingesetzt wurde.
Alle A3-Lokomotiven wurden nachträglich zur Steigerung der Leistung und des Wirkungsgrades mit einem Doppelschornstein mit zwei Kylchap-Saugzuganlagen ausgerüstet. Damit der Lokomotivführer trotz des Rauches eine gute Sicht nach vorne hatte, wurde die Lokomotive 1960 mit den aus Deutschland bekannten Windleitblechen versehen, was das Gesamtbild der Lokomotive etwas änderte.

## Erhaltung
Im Jahre 1962 kündigte British Railways (BR) die Verschrottung der Flying Scotsman an. Sie wurde am 14. Januar 1963 zum letzten Mal im Plandienst eingesetzt und sollte von einem Verein mit dem Namen Save Our Scotsman („Rettet unseren Scotsman“) erhalten werden, die nicht in der Lage war, den von der Bahn geforderte Schrottpreis von 3.000 Pfund für die Lokomotive zu zahlen.

### Alan Pegler

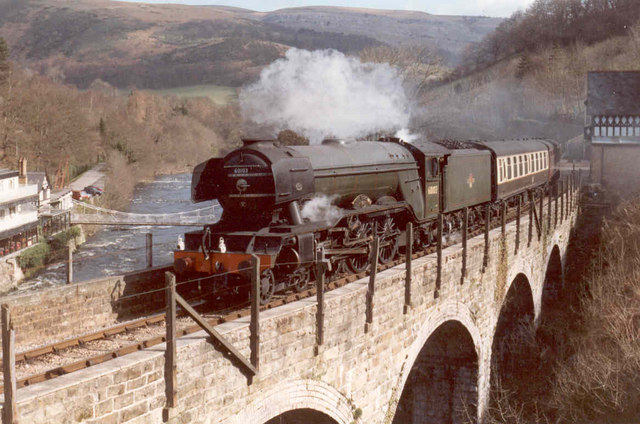
Die Flying Scotsman im Anstrich British Railways, ausgerüstet mit Doppelschornstein und Windleitblechen

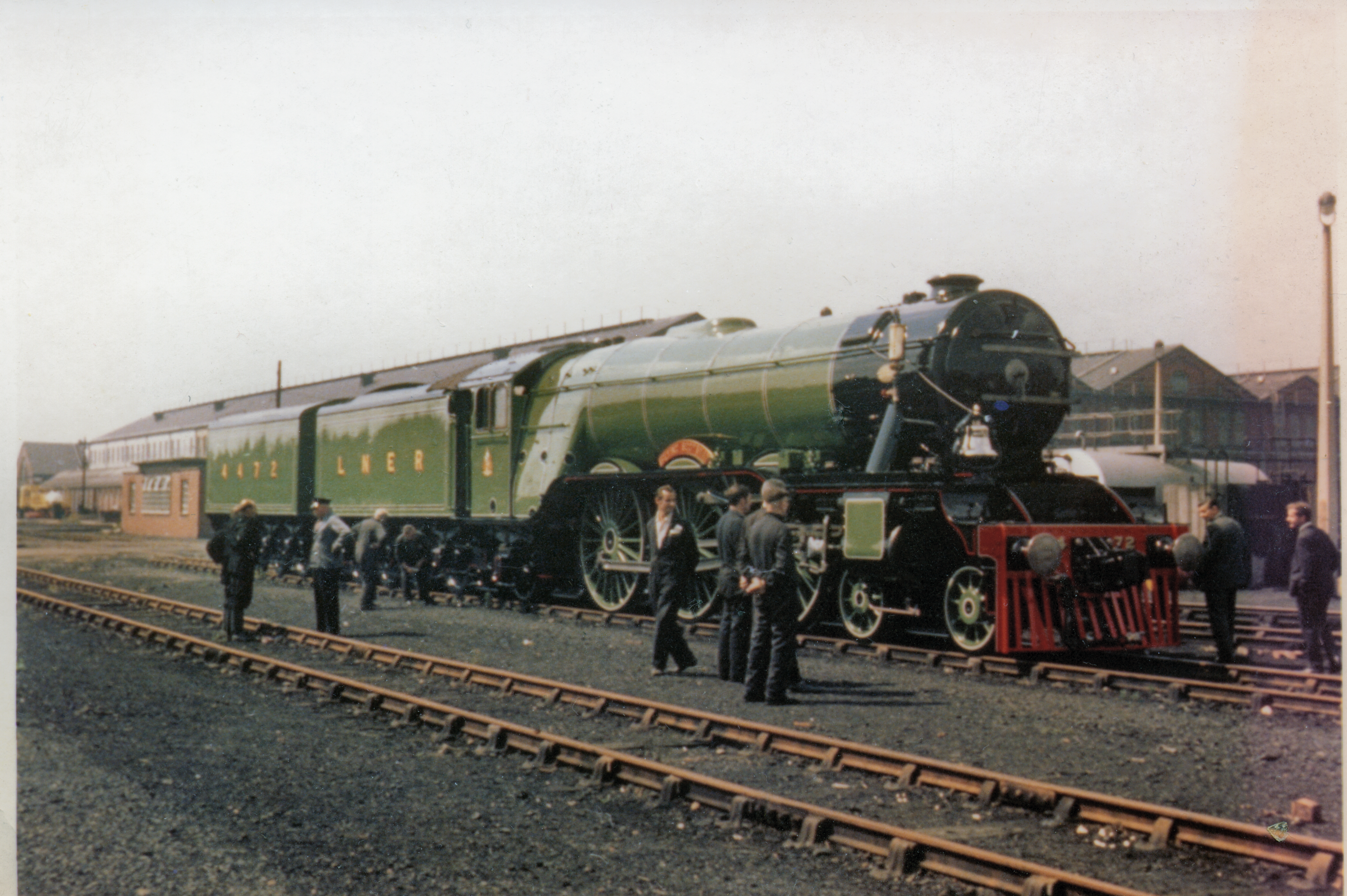
Das ungefähr 1969 aufgenommene Bild zeigt die für die USA-Tour vorbereitete Flying Scotsman mit dem zusätzlich angebrachten Bahnräumer.

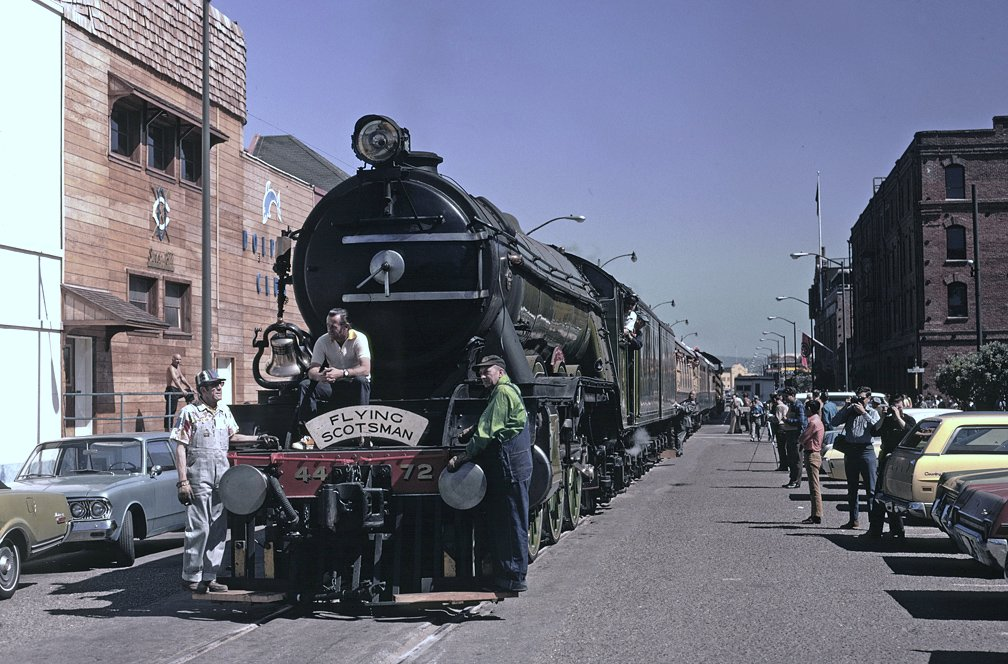
Die Flying Scotsman an der Fisherman’s Wharf in San Francisco im März 1972

Die Lokomotive wurde schließlich nicht vom zahlungsunfähigen Verein, sondern vom Unternehmer Alan Pegler erworben. Er finanzierte den Kauf und die Aufarbeitung mit 70.000 Pfund, die er aus dem Verkauf von Anteilen an seiner Fabrik Northern Rubber aufbrachte, die auf die Herstellung von Bandengummi von Pool-Billardtischen spezialisiert war. In den nächsten Jahren gab Pegler viel Geld aus, um die Lokomotive in den Doncaster Works so nahe wie möglich in den Zustand zur Zeit der LNER zurückzuversetzen. Die Windleitbleche und der Doppelschornstein wurden entfernt und der Tender durch einen Korridor-Tender ersetzt, wie er zwischen 1928 und 1936 mit der Lokomotive gekuppelt war. Außerdem erhielt die Lokomotive wieder den LNER-Anstrich. Pegler überredete das British Railways Board, ihm eine Bewilligung zum Führen von Zügen für Eisenbahnfreunde zu erteilen. Zu dieser Zeit war dies die einzige Dampflokomotive, die auf den Hauptstrecken der British Railways verkehren durfte. Sie führte eine Reihe von Extrazügen, eingeschlossen eine Fahrt ohne Halt von London nach Edinburgh im Jahre 1968, dem Jahr, in dem der Dampfbetrieb bei der BR offiziell eingestellt wurde. Weil immer mehr Wasserkräne verschwanden, kaufte Pegler im September 1966 einen zweiten Korridor-Tender, der zu einem zusätzlichen Wassertankwagen umgebaut wurde und hinter den normalen Tender gekuppelt werden konnte. Der Gang durch den Wassertankwagen war weiterhin benutzbar.
Pegler hatte einen Vertrag, der es ihm ermöglichte, die Lokomotive bis 1972 auf den Gleisen der BR einzusetzen. Die Regierung von Harold Wilson unterstütze Peglers Projekt, die Lokomotiven als Werbung für den britischen Export in den USA und in Kanada fahren zu lassen. Um den nordamerikanischen Vorschriften zu entsprechen, musste die Lokomotive mit Bahnräumer, Signalglocke, einer amerikanischen Dampfpfeife, Janney-Kupplungen, einer Druckluftbremse und amerikanischen Stirnscheinwerfern ausgerüstet werden.
Die Tour begann in Boston, stieß jedoch sofort auf Probleme, da einige Bundesstaaten höhere Kosten als ursprünglich vorgesehen verursachten. Aufgrund der von der Dampflokomotive ausgehenden Feuergefahr verlangten einige Staaten, dass der Sonderzug auf ihrem Gebiet von einer Diesellokomotive gezogen werde. Dennoch verkehrte der Sonderzug mit der Flying Scotsman im Jahre 1969 von Boston über New York und Washington nach Dallas, 1970 von Texas über Wisconsin nach Montreal und 1971 von Toronto nach San Francisco. Insgesamt legte die Lokomotive 24.800 Kilometer in Nordamerika zurück.
Obwohl die finanzielle Unterstützung 1970 durch die Regierung unter dem konservativen Premierminister Edward Heath gestrichen wurde, entschloss sich Pegler trotzdem, für die in der Saison 1970 vorgesehenen Fahrten zurückzukehren. Am Ende der Saison hatte Pegler hohe Schulden, die sich auf 132.000 Pfund beliefen. Die Lokomotive musste in Kalifornien auf einem Militärgelände bei French Camp versteckt werden, damit die nicht bezahlten Gläubiger keinen Zugriff auf die Lokomotive hatten. Die Rückreise von San Francisco nach England verdiente sich Pegler mit Eisenbahn- und Reisevorträge auf einem P&O Kreuzfahrtschiff. In England angekommen, wurde er 1972 vom obersten Gerichtshof für zahlungsunfähig erklärt.

### William McAlpine

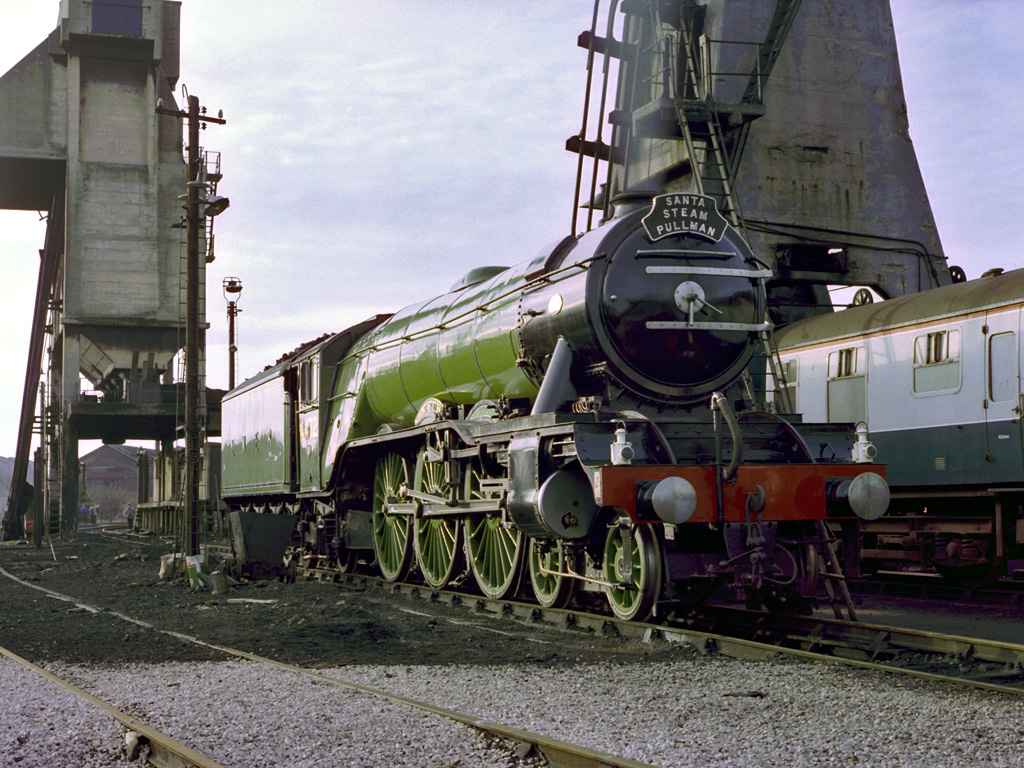
Die Flying Scotsman in Carnforth im Jahre 1982

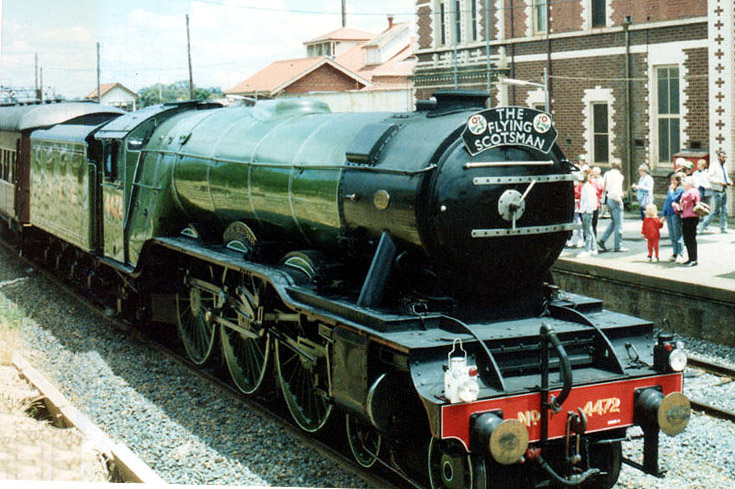
Die Flying Scotsman im australischen Seymour im Jahre 1989. Die Lokomotive ist mit elektrischer Beleuchtung und Luftbremsen für Australien ausgerüstet.

Der Konkurs von Alan Pegler löste Sorgen um die Zukunft der Lokomotive aus. Es wurde befürchtet, dass Flying Scotsman nicht mehr nach England zurückkehren könnte oder sogar verschrottet würde. Im Januar 1973 kaufte der Bauunternehmer William McAlpine die Lokomotive für 25.000 Pfund, was ermöglichte, die Lokomotive im Februar 1973 durch den Panamakanal nach England zurückzu verschiffen. Dort wurde sie in den Unterhaltswerktstätten Derby überholt.
Anschließend fanden Probefahrten auf der Paignton and Dartmouth Steam Railway statt, bevor die Lokomotive zur Steamtown in Carnforth gebracht wurde, von wo aus sie mehrere Extrazüge führte. Im Dezember 1977 wurde die Flying Scotsman für eine umfangreiche Reparatur in die Vickers Engineering Works in Barrow-in-Furness verbracht, wo sie einen ungenutzten Ersatzkessel erhielt.
Die Flying Scotsman wurde nach Australien verschifft, wo sie im Oktober 1988 eintraf. Die Lokomotive war eine der Hauptattraktion am Aus Steam '88 Festival, das im Rahmen der 200-Jahr-Feier Australiens veranstaltet wurde. Ursprünglich war die LNER A4 4468 Mallard für das Festival vorgesehen. Die Lok stand aber auf Grund des 50. Jahrestages des von ihr aufgestellten Geschwindigkeitsweltrekords nicht zur Verfügung, weshalb als Ersatz die Teilnahme der Flying Scotsman vorgeschlagen wurde.
Die Lokomotive legte 1989 mehr als 45.000 Kilometer auf dem Schienennetz Australiens zurück. Die Abschlussfahrt führte von Sydney quer durch den Kontinent über Alice Springs nach Perth und zurück. Die Flying Scotsman war dabei die erste Dampflokomotive, die über die neu gebaute, normalspurige Central Australia Railway verkehrte. Andere Höhepunkte waren das gemeinsame Führen eines Extrazuges zusammen mit der Pacific-Lokomotive 3801 der New South Wales Government Railways, eine Dreifach-Parallelfahrt zusammen mit den beiden erhaltenen, breitspurigen Lokomotiven der Victorian Railway R-Klasse und Parallfahrten mit den South-Australian-Railways-Lokomotiven 520 und 621. Bei ihrem Besuch in Perth traf die Lokomotive auf die aus England stammende, ehemalige GWR-Lokomotive Pendennis Castle der Castle-Klasse, die 1924 auf der British Empire Exhibition neben der Flying Scotsman ausgestellt war. Am 8. August 1989 stellte die Flying Scotsman einen neuen Rekord auf, als sie die 679 km zwischen Parkes und Broken Hill ohne Halt zurücklegte. Es ist die längste Fahrt, die eine Dampflokomotive jemals ohne Halt zurücklegt hatte. Auf der gleichen Fahrt beförderte sie auch die größte Anhängelast ihrer Karriere: Auf den 790 km von Tarcoola nach Alice Springs beförderte sie einen 735 Tonnen schweren Zug.
Die Flying Scotsman kehrte 1990 nach England zurück und führte Extrazüge auf Hauptstrecken, bis die Betriebsbewilligung für diese Fahrten 1993 abgelaufen war. Sie wurde danach auf einigen Museumsbahnen eingesetzt. Um Geld für die bevorstehenden Überholung zu sammeln, wurde die Lokomotive in den Zustand von British Rail versetzt. So wurden wieder die deutsch aussehenden Windleitbleche und der Doppelkamin montiert und der Lokomotive ein Anstrich im dunkleren Brunswick-Grün verpasst. 1995 war die Lokomotive zerlegt im Southall Railway Centre in West London. Sie gehörte einer Gruppe, in der McAlpine und der Musikproduzent Pete Waterman vertreten war.

### Tony Marchington
Die Flying Scotsman sah wegen der hohen Kosten für eine Überholung und Modernisierung nach den strengen Vorschriften für den Betrieb von Lokomotiven auf dem englischen Streckennetz wieder einer ungewissen Zukunft entgegen. Die Rettung kam 1996 durch Tony Marchington, einen Unternehmer aus der Biotechnologie-Branche. Er kaufte die Lokomotive und ließ sie über drei Jahre bis zum betriebsfähigen Zustand aufarbeiten, was ihn 1 Million Pfund kostete. Die Arbeiten wurden damals als die umfangreichsten in der Geschichte der Lokomotive angesehen. Über den Zeitabschnitt, als die Flying Scotsman im Besitz von Marchington war, gibt es den von Channel 4 erstellten Dokumentarfilm A Steamy Affair: The Story of Flying Scotsman.
Die Flying Scotsman wurde regelmäßig vor dem VSOE Pullman und vor anderen Extrazügen auf den Hauptstrecken Englands eingesetzt. Marchington schlug 2002 ein Projekt vor, das den Bau eines Flying Scotsman Village in Edinburgh vorsah, um zusätzlichen Gewinn im Zusammenhang mit der Lokomotive zu erarbeiten. Nachdem die Aktien der Flying Scotsman plc noch im selben Jahr für den außerbörslichen Handel freigegeben wurden, lehnte 2003 der Stadtrat von Edinburgh das Projekt jedoch ab. Als Folge wurde Marchington im September 2003 zahlungsunfähig. Auf der jährlichen Generalversammlung im Oktober 2003 berichtete der als CEO amtierende, konservative Politiker Peter Butler von Verlusten in Höhe von 474.619 Pfund und einem um 1,5 Millionen Pfund überzogenen Bankkonto bei der Barclays Bank. Weiter erklärte er, dass die Gesellschaft nur noch Geld hätte, um bis April 2004 im Geschäft zu bleiben. Der Handel mit den Aktien wurde am 3. November 2003 eingestellt, weil die Gesellschaft keine Zwischenergebnisse mehr bekannt gab.

### National Railway Museum

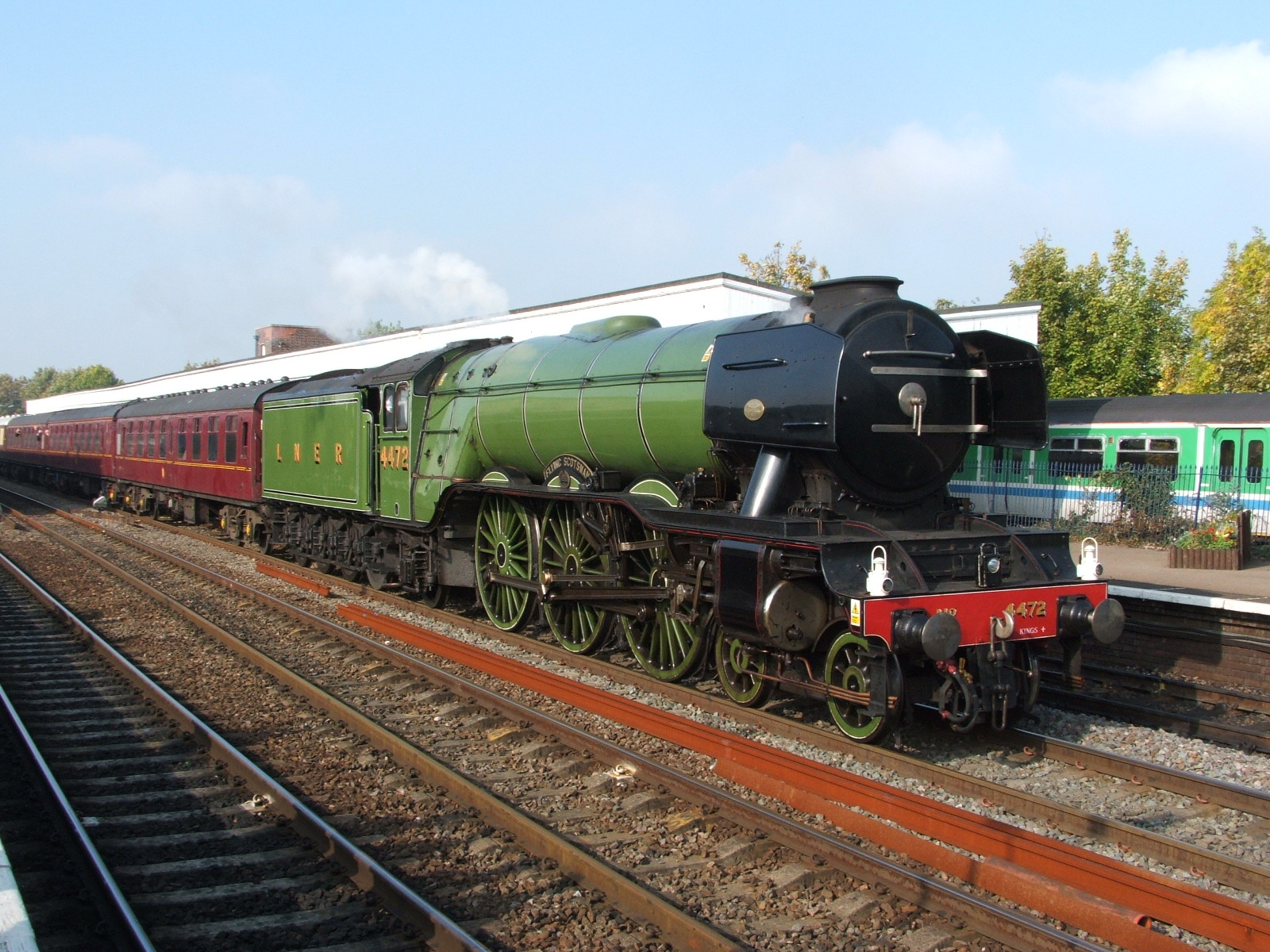
Flying Scotsman in Leamington Spa im Oktober 2005

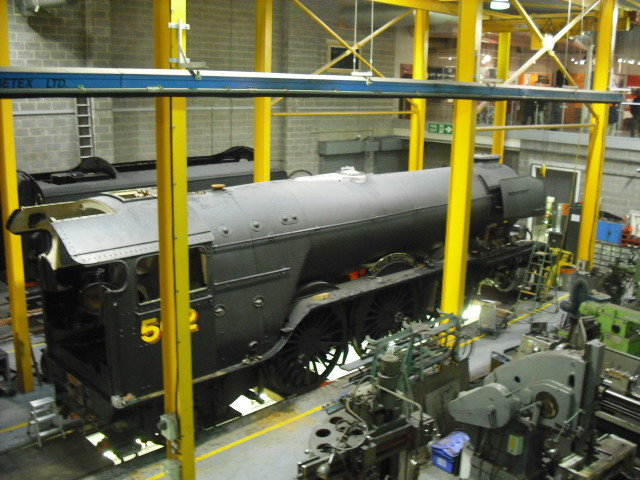
Die Lokomotive befand sich 2012 für die Aufarbeitung in der Werkstatt der National Railway Museum.

Nach dem Bankrott von Marchington war die Lokomotive zum Verkauf ausgeschrieben. Nach einer landesweiten Sammelaktion konnte die Lokomotive im April 2004 vom National Railway Museum in York gekauft werden und wurde somit in die stattliche Fahrzeugsammlung des Museums integriert. Nachdem über 12 Monate laufende Reparaturen ausgeführt wurden, fuhr die Lokomotive eine Weile, um Geld für die nach zehn Betriebsjahren fällige Überholung zu sammeln.

### Aufarbeitung 2006–2016

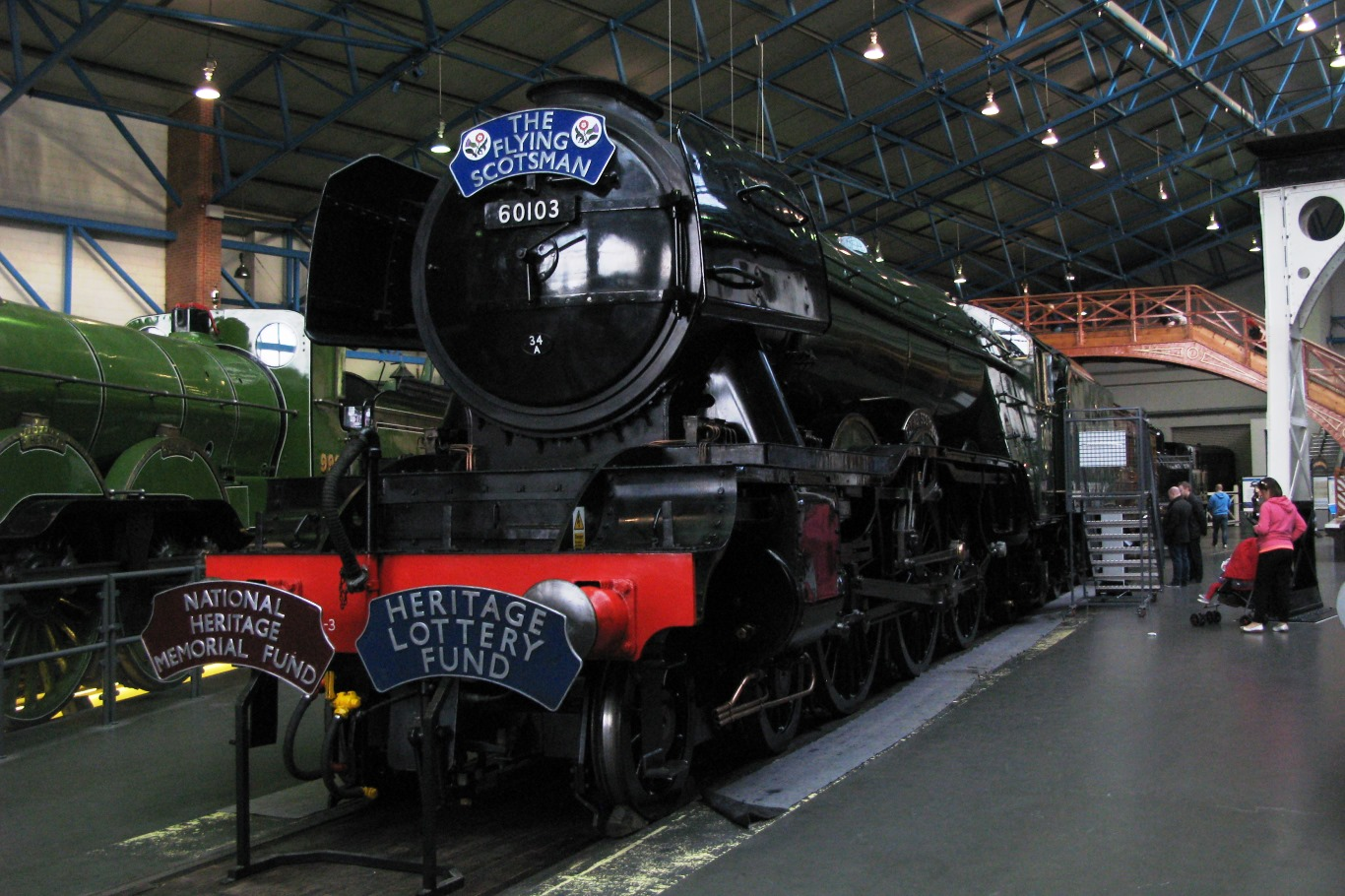
Die nach der Überarbeitung im National Railway Museum ausgestellte Flying Scotsman im Jahre 2016

Im Januar 2006 wurde die Flying Scotsman für eine Hauptuntersuchung in die Werkstatt des National Railway Museums gebracht. Dort sollte sie in den Originalzustand von Gresley versetzt werden und die Kesselbescheinigung erneuert werden. Anfang 2009 wurde bekannt, dass bei der Aufarbeitung nicht mehr der seit den 1980er Jahren eingebaute A4-Kessel, sondern der letzte, noch vorhandene, originale A3-Kessel, der zusammen mit der Lokomotive als Ersatzteil beschafft wurde, verwendet werden soll. Der nicht mehr benötigte A4-Kessel wurde für eine mögliche Verwendung in der LNER Class A4 4464 Bittern an Jeremy Hosking verkauft. Es war geplant, die Arbeiten bis Mitte 2010 abzuschließen, es wurden jedoch während der Aufarbeitung zusätzliche Probleme entdeckt, sodass der Zeitplan nicht eingehalten werden konnte. Die Lokomotive wurde im Oktober 2013 ohne Kessel zu Riley & Sons nach Bury gebracht. Am 29. April 2015 wurde auch der Kessel der Flying Scotsman für den Einbau in die Lokomotive nach Bury gebracht.

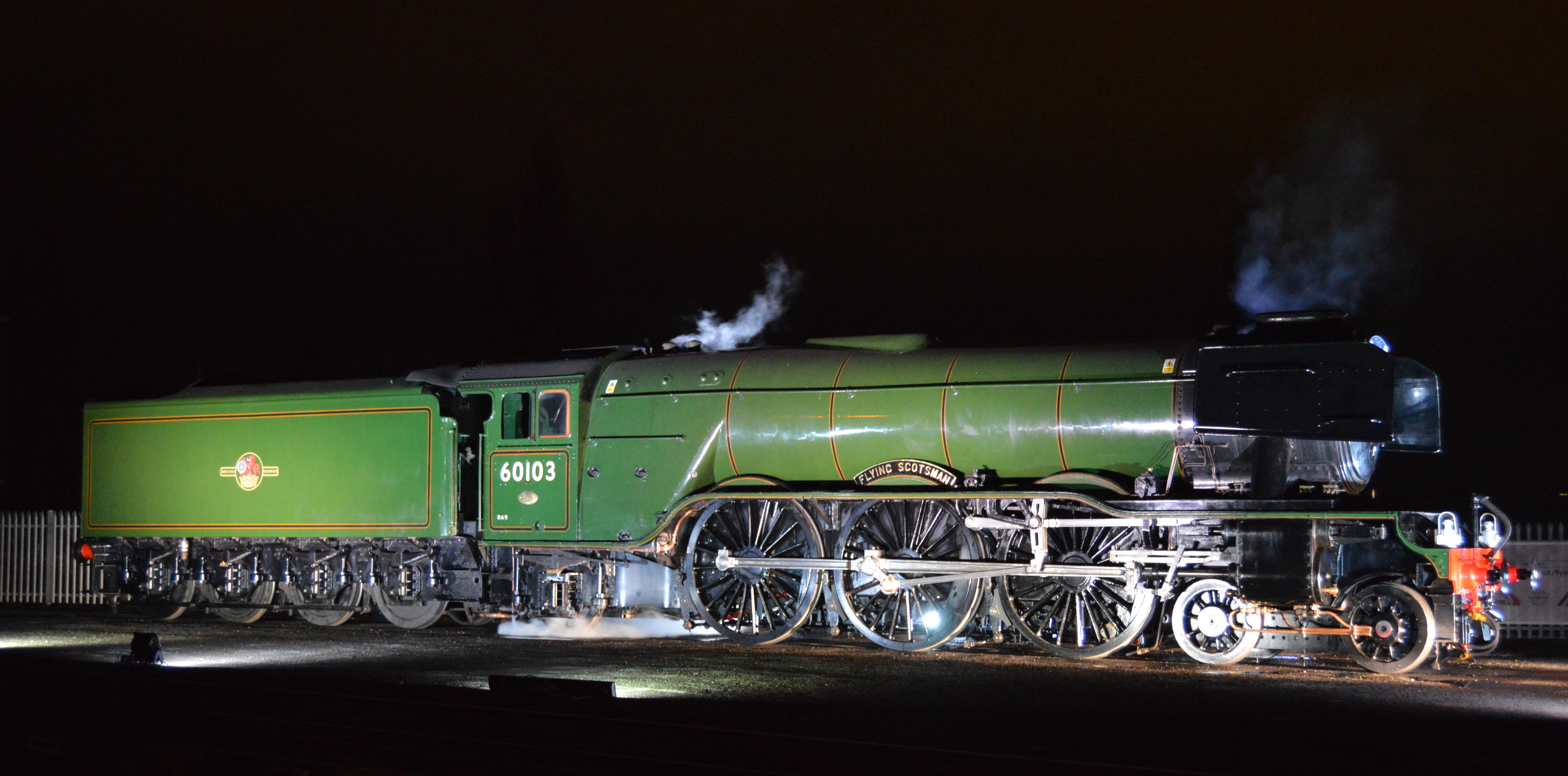
Nachtaufnahme der Flying Scotsman vor dem National Railway Museum in York während der Veranstaltung Scotsman in Steam

### Rückkehr in den Betrieb
Die Hauptuntersuchung der Flying Scotsman wurde im Januar 2016 abgeschlossen und die Testfahrten begannen am 8. Januar 2016 auf der East Lancashire Railway. Die Lokomotive war in schwarzer Lackierung mit den Buchstaben NE auf dem Schlepptender versehen, eine Farbgebung, die sie während des Zweiten Weltkriegs trug.
Für Jungfernfahrt auf einer Hauptstrecke war die Bespannung des Winter Cumbrian Mountain Express von Manchester Victoria nach Carlisle vorgesehen, jedoch konnte die Lokomotive aufgrund von Mängeln an der Bremse nicht eingesetzt werden. Die erste Fahrt auf einer Hauptstrecke fand deshalb erst am 6. Februar statt.
Die offizielle Eröffnungsfahrt fand am 25. Februar 2016 von London King’s Cross nach York, wobei die Lokomotive wieder den grünen Anstrich der Nachkriegszeit und die BR-Nummer 60103 trug. Die Flying Scotsman wurde im selben Jahr für mehrere Sonderfahrten in ganz Großbritannien eingesetzt.

## Populärkultur
Die Flying Scotsman ist eine der bekanntesten Lokomotiven der Welt. Sie wurde bereits bei der LNER in der Werbung eingesetzt und wurde durch später durch die Fahrten im Ausland und die Geschichte ihrer Erhaltung bekannt. 1929 erschien sie erstmals in einem Kinofilm mit dem Titel The Flying Scotsman.
1985 war die Flying Scotsman in einem Werbespot von British-Rail zu sehen. In den Büchern der The Railway Series von Rev. W. Awdry trat die Lokomotive als Charakter auf. Sie besuchte im Band Enterprising Engines die fiktive Insel Sodor, um ihre einzige, verbleibende Schwestermaschinen Gordon zu treffen. Zu dieser Zeit hatte die Flying Scotsman zwei Tender, ein Schlüsselelement der Handlung der Geschichte Tenders for Henry. Die Geschichte wurde unter dem Namen Lokomotiven mit Kohlewagen (Tender Engines) als Folge der Fernsehserie Thomas, die kleine Lokomotive & seine Freunde verfilmt, in der von der Lokomotive nur die beiden Tender außerhalb eines Schuppens zu sehen sind. Die Flying Scotsman sollte eigentlich eine wichtigere Rolle in der Folge spielen, aber aufgrund finanzieller Einschränkungen konnten die Modellbauer nicht die ganze Lokomotive nachbauen. Die Lokomotive als ganzes wurde 2016 im CGI-animierten Special Das große Rennen (The Great Race) eingeführt. Das Auftreten basierte auf dem 2016er Zustand der Flying Scotsman, allerdings zog sie noch ihren zweiten Tender. Nach dem Special hatte die Flying Scotsman noch kleinere Auftritte in vier Episoden, einem Special und dem Große Welt! Große Abenteuer!-Kinofilm. In den englischsprachigen Ländern hatte sie die Stimme von Rufus Jones. In der deutschen Synchronisation wurde sie Der Fliegende Schotte genannt und zunächst von Andreas Birnbaum, später von Joshy Peters gesprochen.
Im Film 102 Dalmatiner, der im Jahr 2000 erschienen ist, kommt die Flying Scotsman als Zuglokomotive des Orient Express vor.
Die Lokomotive wäre die erste Wahl für das Top Gear Race to the North gewesen, konnte aber wegen ihrer Aufarbeitung dazu nicht verwendet werden, sodass die Rolle von der LNER Peppercorn Class A1 60163 Tornado übernommen wurde.
Ein Modell der Flying Scotsman kommt in der 6. Folge und in der Folge The Great Train Race der James May’s Toy Stories vor. James May besaß die Modellbahnlokomotive seit seiner Kindheit und wählte sie auch für den Weltrekord der längsten Modellbahn der Welt aus. Der Modellbahnzug sollte 11 Kilometer von Barnstaple nach Bideford in North Devon zurücklegen. Der Versuch scheiterte bereits am Anfang des Versuchs in Folge 6, war aber erfolgreich in der Folge The Great Train Race vom 16. April 2011.
Eine der für die Olympischen Sommerspiele 2012 herausgegebenen Fünf Pfund-Gedenkmünzen trug auf der Rückseite eine Prägung mit der Flying Scotsman als Motiv.
Die Flying Scotsman ist als virtuelles Modell im Microsoft Train Simulator, einem von Microsoft vertriebenen Eisenbahn-Fahrsimulator für den PC, enthalten.